# Odone Federzoni
Odone Federzoni (Modena, 18 marzo 1934) è un ex pallavolista e allenatore di pallavolo italiano.

## Carriera
Schiacciatore, crebbe nell'Avia Pervia Modena sotto la guida di Franco Anderlini; con il club emiliano vinse cinque scudetti (1957, 1959, 1960, 1962 e 1962-63). Militò in Nazionale in 32 occasioni tra il 1958 (esordio a Praga, il 30 agosto, Ungheria-Italia 3-0) e il 1961 (ultima partita Cecoslovacchia-Italia 3-0, ancora a Praga, il 17 novembre).
Iniziò la carriera di allenatore nel 1963, alla guida della La Torre di Reggio nell'Emilia (all'esordio ottenne la promozione in Serie A); alla guida della Virtus Bologna vinse due scudetti, nel 1965-66 e nel 1966-67, quest'ultimo con punteggi record. Nel 1970 fu chiamato alla guida dell'Italia, con cui vinse la medaglia d'oro alle Universiadi di Torino, primo successo a livello di competizioni mondiali per la Nazionale azzurra.
Negli anni ottanta allenò le compagini femminili di Reggio Emilia e Modena in A1, chiudendo più volte al secondo posto nel periodo d'oro della Teodora Ravenna di Sergio Guerra. Più recentemente ha seguito una squadra dilettantistica femminile di Pavullo nel Frignano, che ha guidato alla promozione in Serie B1.